# Карл Топп
Фрідріх Карл Топп (нім. Friedrich Karl Topp; 29 серпня 1895, Ферде — 24 квітня 1981, Єфер) — німецький військовий діяч, віцеадмірал крігсмаріне (1 січня 1945).

## Біографія
1 квітня 1914 року вступив на службу у ВМФ кадетом. Пройшов підготовку на важкому крейсері «Вікторія Луїза». Учасник Першої світової війни, служив на лінійному кораблі «Тюрингія», з 4 березня 1917 року — торпедний офіцер. 10 вересня 1917 року переведений в підводний флот, вахтовий офіцер.
Після демобілізації армії залишений на флоті. Служив в кадрованих частинах. З 26 вересня 1925 року — командир міноносця V-6. З 28 вересня 1927 року — командир роти корабельної кадрованої дивізії «Нордзе» (з перервою в квітні-жовтні 1928 року). З квітня 1931 року — на верфях у Вільгельмсгафені. З 6 жовтня 1931 року — 3-й офіцер Адмірал-штабу в штабі військово-морської станції «Остзе». З 29 вересня 1934 року — навігаційний, з 1 жовтня 1935 року — 1-й офіцер крейсера «Емден». 
14 вересня 1936 року переведений в кораблебудівне управління ОКМ генеральним референтом, з 1 квітня 1939 року — начальник військового відділу (з 15 жовтня 1939 року — управлінської групи). З 15 січня 1941 року здійснював нагляд за будівництвом лінійного корабля «Тірпіц», а 15 лютого 1941 року призначений його командиром. 1 березня 1943 року призначений начальником управлінської групи верфей і адміністрації, з 16 березня 1943 року — військової управлінської групи Головного конструкторського управління ОКМ. З 13 липня 1943 року — голова Комісії з кораблебудування Імперського міністерства озброєнь і боєприпасів. 10 травня 1945 року призначений начальником Головного конструкторського управління ОКМ. 15 жовтня 1945 року інтернований британською владою. 2 грудня 1946 року звільнений.

## Нагороди
- Залізний хрест
  - 2-го класу (15 травня 1916)
  - 1-го класу (21 червня 1918)
- Хрест «За військові заслуги» (Австро-Угорщина) 3-го класу з військовою відзнакою
- Нагрудний знак підводника (1918) (20 серпня 1918)
- Військовий Хрест Фрідріха-Августа (Ольденбург) 2-го (із застібкою «Перед ворогом») і 1-го класу (1 квітня 1923) — отримав 2 нагороди одночасно.
- Німецький імперський спортивний знак
- Почесний хрест ветерана війни з мечами
- Медаль «За вислугу років у Вермахті»
  - 4-го, 3-го і 2-го класу (18 років; 2 жовтня 1936)
  - 1-го класу (25 років; 1 квітня 1939)
- Хрест Воєнних заслуг 2-го класу з мечами
- Застібка до Залізного хреста
  - 2-го класу (5 березня 1942)
  - 1-го класу (15 березня 1942)
- Нагрудний знак флоту